# Kivi Peak
Der Kivi Peak ist ein 2390 m Berg im westantarktischen Marie-Byrd-Land. Auf der Ostseite des Michigan-Plateau markiert er das südliche Ende der Cleveland Mesa. 
Der United States Geological Survey kartierte ihn anhand eigener Vermessungen und Luftaufnahmen der United States Navy aus den Jahren von 1960 bis 1964. Das Advisory Committee on Antarctic Names benannte ihn 1967 nach Stephen Kivi (1940–1968), Installateur auf der Byrd-Station im Jahr 1962.